# Giuseppe Rossi
Giuseppe Rossi (ur. 1 lutego 1987 w Teaneck w stanie New Jersey) – włoski piłkarz pochodzenia amerykańskiego występujący na pozycji napastnika. Były reprezentant Włoch.

## Kariera klubowa
Giuseppe Rossi jest wychowankiem Parmy, z której w lipcu 2004 przeszedł do Manchesteru United. „Czerwone Diabły” pozyskały Włocha za darmo, ponieważ ten nie miał podpisanego z Parmą profesjonalnego kontraktu. Włoski napastnik w barwach Manchesteru zadebiutował 10 listopada 2004, kiedy to wszedł na ostatnie minuty meczu Carling Cup przeciwko Crystal Palace. W Premier League po raz pierwszy wystąpił natomiast 15 października w wygranym spotkaniu z Sunderlandem. Wówczas na boisku pojawił się w 78. minucie, a w 87. minucie ustalił wynik pojedynku na 3:1 dla swojego zespołu.
W sezonie 2006/2007 Rossi był wypożyczany do Newcastle United i Parmy. W Parmie strzelił 9 bramek i w dużym stopniu przyczynił się do uniknięcia przez Parmę spadku do Serie B. 31 lipca 2007 stacja telewizyjna BBC podała informacje o przejściu Włocha do hiszpańskiego Villarrealu. Cena transferu nie została podana. W umowie transferowej zawarta została klauzula, na mocy której Manchester w każdej chwili może pozyskać Rossiego z powrotem. Pierwszego gola dla Villarrealu wychowanek Parmy zdobył 26 sierpnia w swoim debiutanckim pojedynku z Valencią. W sezonie 2007/2008 Rossi rozegrał łącznie 27 ligowych meczów i uzyskał 11 trafień, a razem z drużyną w tabeli Primera División zajął drugie miejsce. W kolejnych rozgrywkach zdobył 12 goli w 30 występach. W zimowym okienku 2013 roku trafił do Fiorentiny, zaś w kolejnych latach grał w Levante UD, Celta Vigo, Genoa CFC, Real Salt Lake i SPAL.
W lipcu 2023 ogłosił koniec swojej kariery piłkarskiej.

## Kariera reprezentacyjna
Rossi ma za sobą występy w młodzieżowych reprezentacjach Włoch. Grał w drużynach do lat 16, 17, 18 i 21, dla których łącznie rozegrał 38 meczów i strzelił 14 bramek. Następnie znalazł się w kadrze Pierluigiego Casiraghiego na Igrzyska Olimpijskie w Pekinie. Na turnieju piłkarskim Włosi w ćwierćfinale przegrali z Belgią 2:3, a obie bramki dla „Squadra Azzura” zdobył właśnie Rossi.
Oficjalny debiut w seniorskiej reprezentacji Włoch gracz Villarrealu zaliczył 11 października 2008 w zremisowanym 0:0 wyjazdowym spotkaniu przeciwko Bułgarii w ramach eliminacji do Mistrzostw Świata 2010. 15 czerwca 2009 strzelił dwa gole w wygranym 3:1 meczu ze Stanami Zjednoczonymi w Pucharze Konfederacji.